# Lepșa, Vrancea
Lepșa este un sat în comuna Tulnici din județul Vrancea, Moldova, România.

## Etimologie
Conform opiniei lui Iorgu Iordan, slavul lĕpŭ – „frumos, drăguț”, regăsit și în toponimul slovac Lêpi Dôb, Lêpi Vrh, croatul Lepoglava, Lepa Ves (Iordan 1963: 113). Alături de Lepșa apar și Lepșa Mare, Fundul Lepșei, Piscul Lepșei și numele pârâului Lepșulețul. N. Drăganu, în lucrarea „Numele proprii cu sufixul -șa”, consideră că numele Lepșa ar putea avea ca temă antroponimul Lepa (apud Iordan 1963: 113). Alte posibile etimologii ar putea
fi lěpŭ care, în vechea bulgară, însemna „clei, clisă”, antroponimul maghiar Lepes, sau chiar onomatopeicul lepși – „a bate, a face lip! cu o palmă”. Gh. Bogaci (apud Iordan 1963: 113) explică originea toponimelor Lepșa și Lipșea prin ucraineanul lipšyj – „mai bun”.

## Geografie
Lepsa este situată în vestul județului Vrancea, la aproximativ 75 km de orașul Focșani. Lepsa se găsește la intrarea în pasul Tulnici.

### Hidrografie
Satul Lepșa este străbătut de râul Putna, afluent al râului Siret.

## Obiective turistice

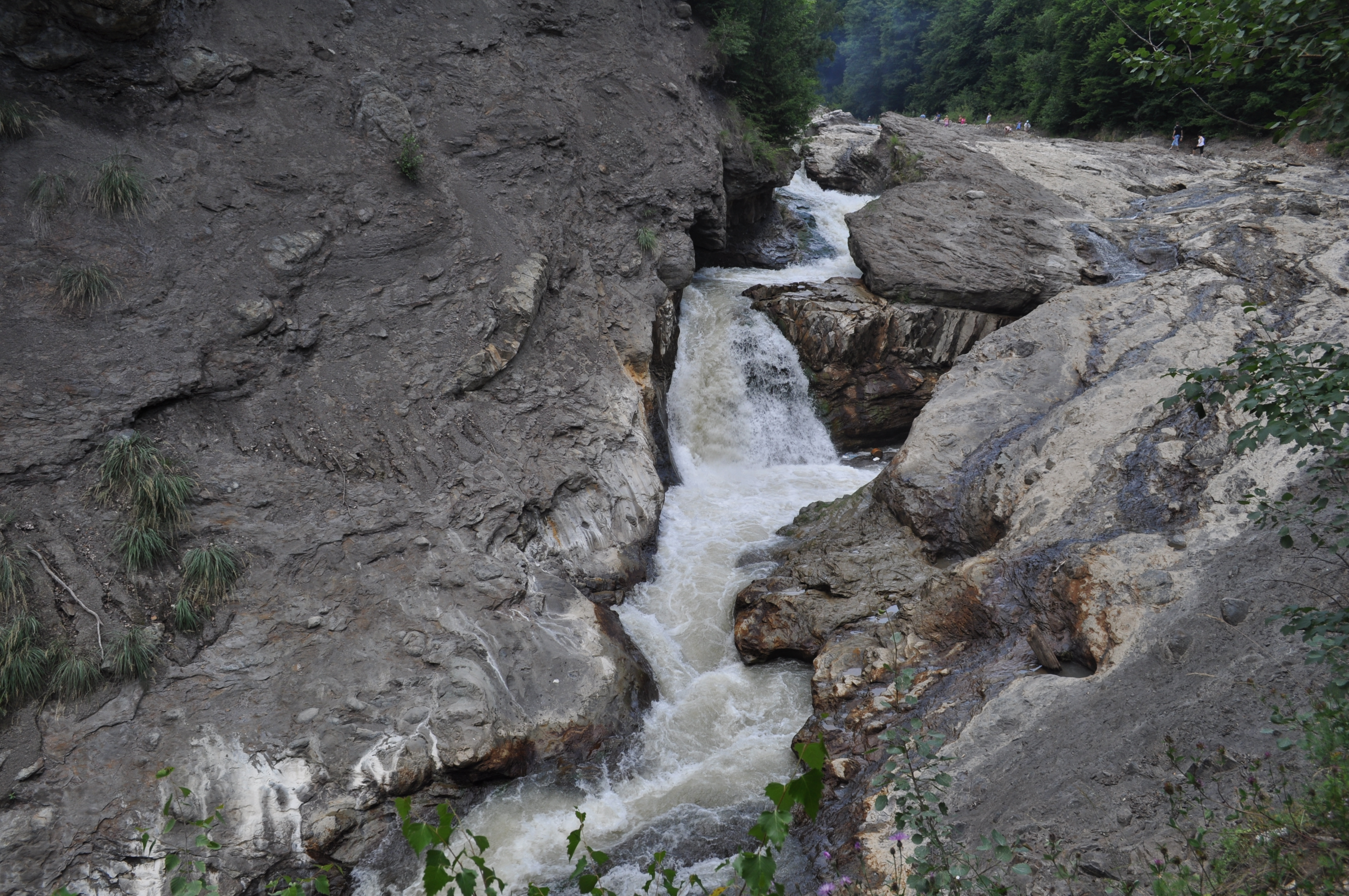
Cascada Putnei în apropiere de Lepșa, 2011

- Cascada Putnei, rezervație geologică și peisagistică
- Biserica de lemn „ Adormirea Maicii Domnului”, construită în stil tradițional moldovenesc, ridicată în anul 1774, refăcută în 1936.
- Stațiunea Lepșa, cu păstrăvăria Lepșa, înființată în 1955
- Rezervația forestieră, geologică, zoologică, floristică Tisita
- Pârâul Tisita
- Muzeul etnografic Odaia Mariei

## Transport
- DN2D
- DN2L